# Моррис, Марен
Марен Лерэ Моррис (род. 10 апреля 1990) — американская кантри-исполнительница.

## Биография
Марен Моррис родилась в Далласе (Техас), позже она переехала в Нашвилл с целью продвижения своей музыкальной карьеры.
Дебютная запись Марен Моррис, альбом Walk On, вышла в свет 14 июня 2005 года на лейбле Mozzi Blozzi Music. За ним в 2007 году последовал альбом All That it Takes The third release, Live Wire, was released in 2011, by Mozzi Blozzi Music. 6 ноября 2015 года она со звукозаписывающим лейблом Columbia Nashville выпустила мини-альбом Maren Morris, попавший в два хит-парада журнала Billboard — Country Albums и Heatseekers Albums; за первую неделю после релиза было продано 2400 копии диска. В 2016 году Марен Моррис отправилась в тур с Китом Урбаном RipCord World Tour, где выступает в качестве исполнителя, открывающего концерты. В 2016 году вышел альбом Hero.
В январе 2018 записала трек «The Middle» (с участием Zedd и Grey), с которым выступила на церемонии Grammy Awards (2018).
С 24 марта 2018 года Моррис замужем за кантри-певцом Райаном Хердом, с которым она встречалась 2 года до их свадьбы. У супругов есть сын — Хейс Эндрю Херд (род. 23 марта 2020).

## Награды и номинации
| Год  | Награда                                  | Категория                        | Работа                                                  | Результат |
| ---- | ---------------------------------------- | -------------------------------- | ------------------------------------------------------- | --------- |
| 2016 | Country Music Association Awards         | New Artist of the Year           | Maren Morris                                            | Победа    |
| 2016 | Country Music Association Awards         | Female Vocalist of the Year      | Maren Morris                                            | Номинация |
| 2016 | Country Music Association Awards         | Album of the Year                | Hero                                                    | Номинация |
| 2016 | Country Music Association Awards         | Song of the Year                 | «My Church»                                             | Номинация |
| 2016 | Country Music Association Awards         | Single of the Year               | «My Church»                                             | Номинация |
| 2016 | British Country Music Association Awards | International Song of the Year   | «My Church»                                             | Номинация |
| 2017 | Grammy Awards                            | Лучший новый исполнитель         | Maren Morris                                            | Номинация |
| 2017 | Grammy Awards                            | Лучший кантри-альбом             | Hero                                                    | Номинация |
| 2017 | Grammy Awards                            | Лучшее сольное кантри-исполнение | «My Church»                                             | Победа    |
| 2017 | Grammy Awards                            | Лучшая кантри-песня              | «My Church»                                             | Номинация |
| 2017 | iHeartRadio Music Awards                 | Best New Country Artist          | Maren Morris                                            | Номинация |
| 2017 | ACM Awards                               | New Female Vocalist of the Year  | Maren Morris                                            | Победа    |
| 2017 | ACM Awards                               | Female Vocalist of the Year      | Maren Morris                                            | Номинация |
| 2017 | ACM Awards                               | Album of the Year                | Hero                                                    | Номинация |
| 2017 | ACM Awards                               | Single Record of the Year        | «My Church»                                             | Номинация |
| 2017 | Radio Disney Music Awards                | Best New Country Artist          | Maren Morris                                            | Победа    |
| 2017 | Radio Disney Music Awards                | Favorite Country Song            | «80s Mercedes»                                          | Номинация |
| 2017 | CMT Music Awards                         | Female Video of the Year         | «80s Mercedes»                                          | Номинация |
| 2017 | CMT Music Awards                         | Performance of the Year          | «80s Mercedes» (вместе с Alicia Keys на CMT Crossroads) | Номинация |
| 2017 | Teen Choice Awards                       | Choice Country Song              | «Craving You» (вместе с Thomas Rhett)                   | Номинация |
| 2017 | CMA Awards                               | Female Vocalist of the Year      | Maren Morris                                            | Номинация |
| 2017 | CMA Awards                               | Music Video of the Year          | «Craving You» (вместе с Thomas Rhett)                   | Номинация |
| 2017 | CMA Awards                               | Musical Event of the Year        | «Craving You» (вместе с Thomas Rhett)                   | Номинация |
| 2017 | American Music Awards                    | Favorite Female Country Artist   | Maren Morris                                            | Номинация |
| 2018 | Grammy Awards                            | Лучшее сольное кантри-исполнение | «I Could Use a Love Song»                               | Номинация |

## Дискография

### Альбомы
| Название                                   | Информация                                                                       | Позиции в чартах | Позиции в чартах | Позиции в чартах | Позиции в чартах | Продажи                       |
| Название                                   | Информация                                                                       | US Country       | US 200           | US Heat          | CAN              | Продажи                       |
| ------------------------------------------ | -------------------------------------------------------------------------------- | ---------------- | ---------------- | ---------------- | ---------------- | ----------------------------- |
| Walk On                                    | - Издан: 14 июня, 2005 - Лейбл: Mozzi Blozzi - CD, цифровая дистрибуция          | —                | —                | —                | —                |                               |
| Maren                                      | - Издан: 22 октября 2007 - Label: Smith - CD, цифровая дистрибуция               | —                | —                | —                | —                |                               |
| Live Wire                                  | - Издан: 2011 - Label: Mozzi Blozzi - CD, цифровая дистрибуция                   | —                | —                | —                | —                |                               |
| Maren Morris EP                            | - Издан: 6 ноября 2015 - Label: Columbia Nashville - CD, цифровая дистрибуция    | 27               | 180              | 1                | —                | - США: 8 700                  |
| Hero                                       | - Издан: 3 июня 2016 - Label: Columbia Nashville - CD, LP, цифровая дистрибуция  | 1                | 5                | 69               | 14               | - США: 216500, RIAA: Platinum |
| Girl                                       | - Издан: 8 марта 2019 - Label: Columbia Nashville - CD, LP, цифровая дистрибуция | 1                | 4                | 29               | 14               | - США: 91000, RIAA: Gold      |
| «—» обозначает, что альбом не вошёл в чарт |                                                                                  |                  |                  |                  |                  |                               |